# Marcos Juárez (kommunhuvudort i Argentina)
Marcos Juárez är en kommunhuvudort i Argentina.   Den ligger i provinsen Córdoba, i den centrala delen av landet, 400 km nordväst om huvudstaden Buenos Aires. Marcos Juárez ligger 117 meter över havet och antalet invånare är 24 226.
Terrängen runt Marcos Juárez är mycket platt. Marcos Juárez är det största samhället i trakten.
Trakten runt Marcos Juárez består till största delen av jordbruksmark. Runt Marcos Juárez är det glesbefolkat, med 10 invånare per kvadratkilometer.